# Grêmio Esportivo São José
Il Grêmio Esportivo São José, noto anche come São José de Cachoeira e São José-CS o semplicemente come São José, è una società calcistica brasiliana con sede nella città di Cachoeira do Sul, nello stato del Rio Grande do Sul.

## Storia
Il club è stato fondato il 3 luglio 1968. Ha vinto il Campeonato Gaúcho Divisão de Acesso nel 1997 e nel 2002.

## Palmarès

### Competizioni statali
- Campeonato Gaúcho Divisão de Acesso: 2

1997, 2002